# Lidzbark Warmiński
Lidzbark Warmiński é um município da Polônia, na voivodia da Vármia-Masúria e no condado de Lidzbark. Estende-se por uma área de 14,4 km², com 15 877 habitantes, segundo os censos de 2017, com uma densidade de 1106,4 hab/km².

## História
A cidade foi inicialmente um povoado prussiano conhecido pelo nome de Lecbarg até ser conquistada em 1240 pelos Cavaleiros Teutônicos, que a chamaram de Heilsberg. Em 1306 ela tornou-se sede do Bispado de Vármia e permaneceu sendo a sede do príncipe-bispo por 500 anos. Em 1309 o povoado recebeu os privilégios de cidade. Depois da Segunda Paz de Toruń em 1466, a cidade tornou-se parte da província polonesa da Prússia Real.
Nicolau Copérnico morou no castelo da cidade por muitos anos, acredita-se que ele escreveu parte de seu De revolutionibus orbium coelestium lá.
No inverno de 1703-04 a cidade foi residência do Rei Carlos XII da Suécia durante a Grande Guerra do Norte.

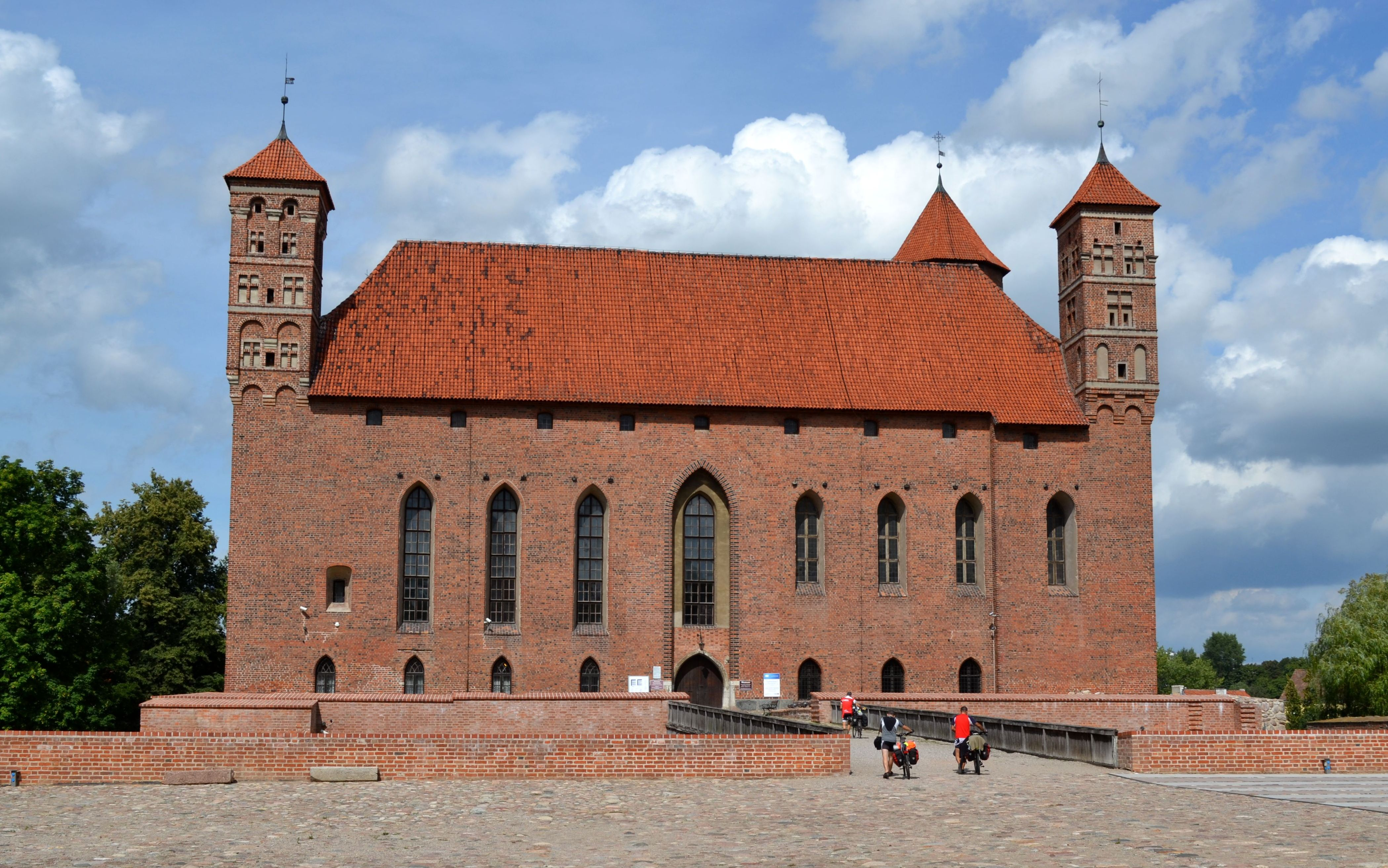
Castelo do Bispo.

Lidzbark, então conhecida por Heilsberg, foi anexada juntamente com o restante da Vármia pelo Reino da Prússia na primeira partição da Polônia em 1772. Em 1807 uma batalha aconteceu próxima à cidade entre tropas francesas sob o comando de Murat e Soult e tropas russas e prussianas sob o comando de Bennigsen.
De 1933 a 45, Heilsberg foi o local da estação de transmissão de rádio "Transmitter Heilsberg". A cidade foi duramente atacada durante a sua conquista pelo Exército Vermelho da União Soviética por ocasião da Segunda Guerra Mundial em 1945. Depois disso, a cidade foi entregue à Polônia depois de 173 anos de governos prussiano e alemão e sua população de etnia alemã foi expulsa em direção ao oeste.

## Educação
- Wszechnica Warmińska, fundada em 21 de maio de 2004